# Frank Ticheli

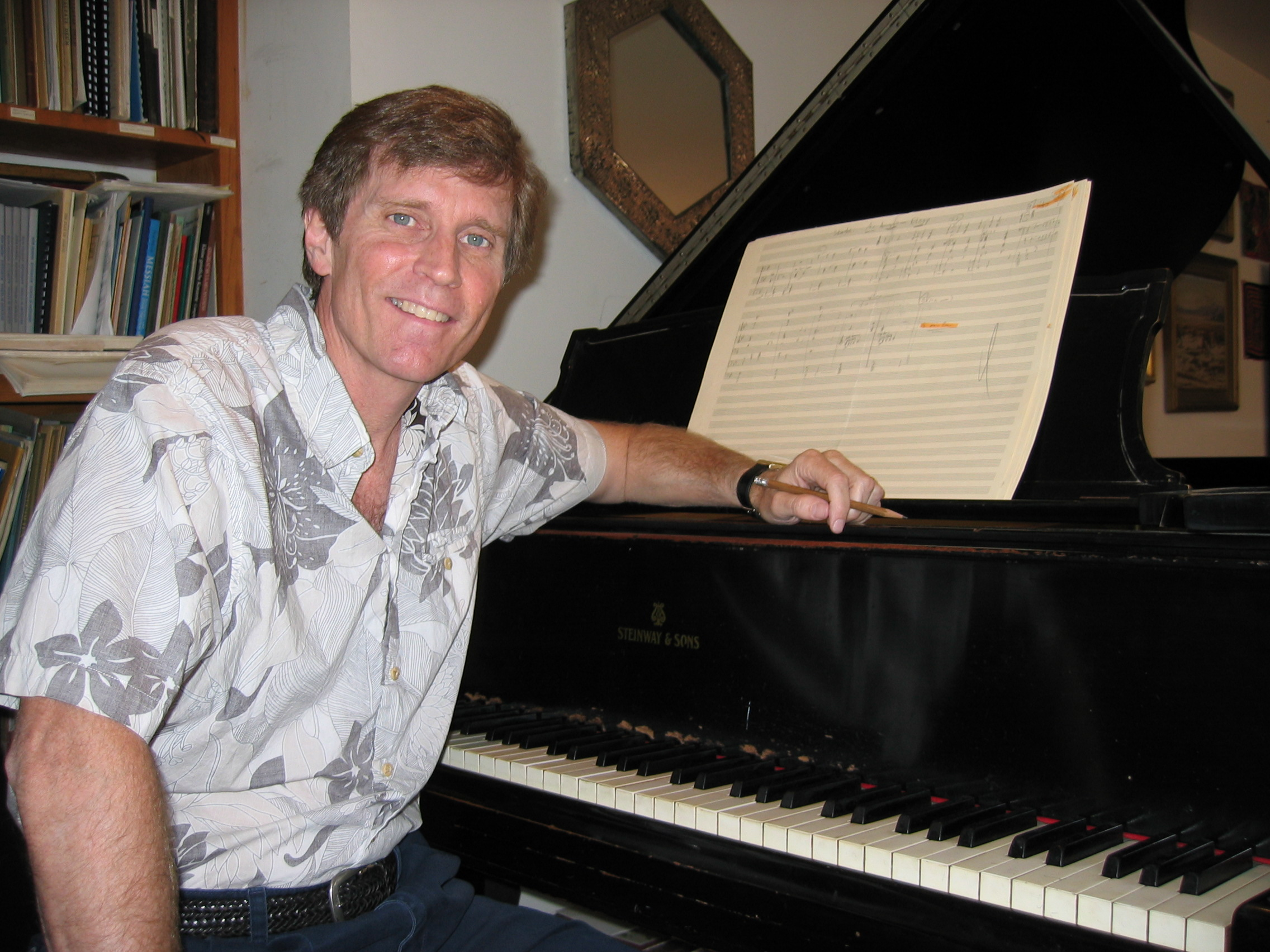
Frank Ticheli (2012)

Frank Paul Ticheli (* 21. Januar 1958 in Monroe, Louisiana) ist ein US-amerikanischer Komponist und Musikpädagoge. Viele seiner Kompositionen zählen zu den Standardwerken für Blasorchester.

## Leben
Frank Ticheli studierte zuerst an der Southern Methodist University, wo er einen Bachelor-Abschluss (Bachelor of Music) erwarb. Anschließend wechselte er an die University of Michigan. Dort studierte er Komposition bei William Albright, Leslie Bassett, George Balch Wilson sowie William Bolcom und promovierte 1987 zum Doktor der Musikwissenschaften. Seit 1991 ist Ticheli Professor für Klassische Aufführungspraxis und Komposition an der Thornton School of Music der University of Southern California. Daneben war er von 1991 bis 1998 Composer-in-Residence des Orchesters Pacific Symphony.

## Kompositionen

### Werke für Blasorchester
- 1984 Concertino für Posaune und Blasorchester
- 1988 Portrait of a Clown
- 1989 Fortress
- 1990–1997Cajun Folk Songs (Vol. 1 und Vol. 2)
- 1991 A Postcard to Meadville (auch unter dem Titel Postcard verlegt)
- 1992 Playing with Fire für Jazzband und Blasorchester
- 1994 Amazing Grace (Bearbeitung des gleichnamigen Kirchenliedes)
- 1994 Pacific Fanfare
- 1996 Blue Shades
- 1997 Sun Dance
- 1999 Shenandoah (Bearbeitung des gleichnamigen Folksongs)
- 1999 Vesuvius
- 2000 An American Elegy
- 2000 1. Sinfonie
  1. Of Youth
  2. Of Wisdom
  3. Profaniation
  4. Prayer
- 2002 Loch Lomond
- 2003 The Tyger
- 2004 2. Sinfonie
  1. Shooting Stars
  2. Dreams Under A New Moon
  3. Apollo Unleashed
- 2004 Simple Gifts (Four Shaker Songs)
- 2005 Abracadabra
- 2005 Sanctuary
- 2006 Nitro, Fanfare für Blasorchester
- 2007 Wild Nights!
- 2008 Angels in the Architecture
- 2010 Konzert für Klarinette und Blasorchester
- 2010 San Antonio Dances
- 2011 Songs of Love and Life für Gesang und Blasorchester
- 2015 Dancing on Water
- 2016 Acadiana
- 2018 Silver Lining
- 2020 Lux Perpetua
- Columbine Alma Mater
- Gaian Visions
- Music für Bläser und Schlagzeug
- Rest
- Volcano

### Andere Werke
- 1993 Radiant Voices für Chor
- 2000 There Will Be Rest für Chor
- Constellation für Chor
- Earth Song für Chor
- Here Take This Lovely Flower für Sopran und Chor
- 3. Sinfonie The Shore für Chor und Orchester
  1. The Tidepools & The Boy
  2. One Shore
  3. The Black Gondola
  4. Redemption
- The Song Within für Chor
- Songs of Tagore für Sopran, Klavier und Altsaxophon

## Auszeichnungen
Ticheli wurde für sein Schaffen mehrfach ausgezeichnet. 1986 erhielt er die Charles Ives Scholarship (7500 Dollar) und 1990 die Goddard Lieberson Fellowship (15000 Dollar) der American Academy of Arts and Letters. 2006 gewann er mit seiner 2. Sinfonie den William D. Revelli Composition Award der National Band Association; denselben Preis erhielt 2021 seine Komposition Lux Perpetua. Zudem wurde Ticheli die Distinguished Service to Music Medal verliehen.

## Aufnahmen  (Auswahl)
- Corigliano - Ticheli (1994, Koch International Classics, 37250), Pacific Symphony Orchestra, Carl St. Clair (Dirigent).
- Blue Shades. The Music of Frank Ticheli (1998, Mark Masters, 2744-MCD), Michigan State University Wind Symphony, John Whitwell (Dirigent).
- Simple Gifts. The Music of Frank Ticheli Vol. 2 (2003, Mark Masters, 4838-MCD), Michigan State University Wind Symphony, John Whitwell (Dirigent).
- Angels in the Architecture (2011, Naxos, 8.572732), Middle Tennessee State University Wind Ensemble, Reed Thomas (Dirigent).
- Wild Blue Yonder (2011, Altissimo Recordings, ALT61482), The United States Air Force Band, Dennis M. Layendecker (Dirigent).
- Landscapes (2013, Naxos, 8.573104), University of Kansas Wind Ensemble, Paul W. Popiel (Dirigent).
- Into the Night (2013, Naxos, 8.572511), Vox Humana, Davis N. Childs (Chorleiter).
- The Shore and other choral works (2013, Delos, DE 3461), Pacific Symphony Orchestra, Pacific Chorale, John Alexander Singers, John Alexander (Dirigent).